# Argostemma kurzii
Argostemma kurzii är en måreväxtart som beskrevs av Charles Baron Clarke. Argostemma kurzii ingår i släktet Argostemma och familjen måreväxter. Inga underarter finns listade i Catalogue of Life.